# 지에르조니우프군

돌니실롱스크주 지도에 표시된 지에르조니우프군의 위치

지에르조니우프군(폴란드어: powiat dzierżoniowski)은 폴란드 돌니실롱스크주에 위치한 군으로 군청 소재지는 지에르조니우프이며 면적은 478.3km2, 인구는 101,118명(2019년 6월 30일 기준), 인구 밀도는 210명/km2이다.
북쪽으로는 시비드니차군, 북동쪽으로는 브로츠와프군, 동쪽으로는 스트셸린군, 남동쪽으로는 종프코비체군, 남쪽으로는 크워츠코군, 서쪽으로는 바우브지흐군과 접한다. 7개 지방 자치체(3개 도시, 2개 도시형 농촌, 2개 농촌)를 관할한다.

군기
군 문장